# سنيطية
سنيطية أو قريظية (الاسم العلمي: Acaciella)، جنس استوائي حديث من النباتات المُزهرة في فصيلة البقولية، فُصيلة السنطاوات. يقع مركز تنوعها على طول ساحل المحيط الهادئ المكسيكي. وهي عزلاء، ولا تحتوي على غدد رحيقية خارج الزهرة، وتتكون حبوب اللقاح الخاصة بها من 8 خلايا. على الرغم من أن عدد الأسدية الحرة عديدة (أحيانًا > 300) يعد نموذجيًا لنبات Acacia sensu lato، إلا أنه يشترك في العديد من الخصائص مع جنس متدلية الغدد (من قبيلة السنطاوات). حبوب اللقاح والأحماض الأمينية الحرة تشبه تلك الموجودة في جنس الظبيان. الدراسات الجزيئية تضعها كأخت لفرع حيوي أحادي النمط يضم عناصر من جنس السنط، وقبيلة السنطاوات. توجد حلقة رحيقية بين الأسدية والمِبيَض، وهي صفة مشتركة مع السنط الفرعي. Aculeiferum.

## الأنواع
- Acaciella angustissima (Mill.) Britton & Rose—Prairie acacia, Prairie wattle, Fern acacia
  - var. angustissima  (Mill.) Britton & Rose
  - var. chisosiana —Chisos acacia, Chisos prairie acacia, Prairie acacia
  - var. filicoides (Cav.) L. Rico
  - var. hirta —Prairie acacia
  - var. shrevei —Shreve's Prairie acacia
  - var. suffrutescens  [لغات أخرى]‏ —Prairie acacia
  - var. texensis (Nutt. ex Torrey & A. Gray) L. Rico—Prairie wattle, Whiteball acacia
- Acaciella barrancana (H. Gentry) L. Rico
- Acaciella bicolor Britton & Rose
- Acaciella chamelensis (L. Rico) L. Rico
- Acaciella glauca (L.) L. Rico—Yellow tamarind acacia, (Jamaica) Yellow tamarind
- Acaciella goldmanii Britton & Rose
- Acaciella hartwegii (Benth.) Britton & Rose
- Acaciella igualensis Britton & Rose
- Acaciella lemmonii (Rose) L. Rico
- Acaciella painteri Britton & Rose
  - var. houghii (Britton & Rose) L. Rico
  - var. painteri Britton & Rose
- Acaciella rosei (Standl.) L. Rico
- Acaciella sotoi L. Rico
- Acaciella sousae (L. Rico) L. Rico
- Acaciella tequilana (S. Wats.) Britton & Rose
  - var. crinita (Rose) L. Rico
  - var. pubifoliolata L. Rico
  - var. tequilana (S. Wats.) Britton & Rose
- Acaciella villosa (Sw.) Britton & Rose